# Guzmán (Perú)
Guzmán es una localidad peruana ubicada en el distrito de Lancones, perteneciente a la provincia de Sullana del departamento de Piura, al norte del Perú. 

## Ubicación
Guzmán se ubica al noreste de la provincia de Sullana, en el distrito de Lancones, en el departamento de Piura.

## Demografía
En 1993 Guzmán tenía una población de 4 habitantes, mientras que en 2017 no se registró ningún habitante.
| Gráfica de evolución demográfica de Guzmán entre 1993 y 2017 |
|                                                              |
| Fuentes: Población 1993 y 2017                               |